# ورون
ورون یا به لیمو یک گیاه از تیره شاه پسندیان با نام علمی (Aloysia citrodora) است. ورون علاوه بر خواص زیر نارسایی کبد، یرقان و امراض گلو و چشک را نیز درمان می‌نماید. این گیاه را به علت کمک به خروج سنگ از مثانه ورون نامیده‌اند. علاوه بر آن، ورون را علف مقدس یا علف جادوگر نیز، نامگذاری کرده‌اند. زیرا که جادوگران با آن، روغن‌ها و شربت‌های سحرآمیز و شفابخش می‌ساختند. اصل ورون متعلق به آمریکای جنوبی است و از آن جا به جنوب فرانسه و آفریقا آورده شده‌است.  این گیاه در قدیم ونوس نامیده می‌شده‌است. زیرا که معتقد بودند که این گیاه دارای خاصیت تقویت‌کننده و محرک بوده و موجب توالد و تناسل می‌باشد. در سال‌های اخیر، برخی از شرکت‌های سازندهٔ داروهای گیاهی، اقدام به تهیه و بسته‌بندی چای ورون به صورت کیسه ای، و در بسته‌های ۲۰ تایی نموده‌اند که این گونه مصرف چای ورون هم از نظر بهداشتی و هم به جهت سهولت مصرف، مناسب تر است و همانند چای می‌توان یک کیسه از چای ورون را در یک لیوان آب جوش قرارداد، و ۵ دقیقهٔ بعد آن را شیرین کرده و مصرف نمود.

## خواص گیاه
- جوشانده ورون، اشتهاآور و درمان‌کننده سوهضم، نفخ معده، دل درد، دل پیچه، اسهال و دیگر اختلالات گوارشی است.
- جوشانده ورون، سرفه، سینه درد، برونشیت و سرما خوردگی را درمان می‌نماید و اختلالات مجاری تنفسی را برطرف می‌سازد.
- جوشانده ریشه ورون، سیاه سرفه و برونشیت را درمان می‌کند.
- جوشانده یا دم کرده ورون، مقوی اعصاب و تسکین دهنده دردهای عصبی، سردرد و میگرن است.
- این گیاه دارای خاصیت تقویت‌کننده و محرک بوده و موجب توالد و تناسل می‌باشد

## نحوه مصرف
این چای در آفریقای شمالی مصرف بسیار معمولی دارد، و برای تهیه آن ۲۰–۱۵ گرم از برگ آن را در ۴ لیوان آب جوش ریخته و دم می‌کنند و مانند چای، بعد از غذا مصرف می‌نمایند. مصرف چای ورون بعد از غذا، برخلاف چای معمولی، اختلال در جذب آهن به وجود نمی‌آورد.
برای مصرف فردی، می‌توان مقدار ۵ گرم از برگ ورون را در یک لیوان آب جوش ریخته و پس از دم کشیدن، صاف نموده و با نبات میل کرد.
طرز تهیهٔ شربت ورون، شربت ورون همانند چای گلاسه است. کافی است یک لیوان از چای آماده شدهٔ ورون را با کمی شکر و چند قطعه یخ مخلوط نموده و پس از سرد شدن قابل استفاده است